# Graniczna Placówka Kontrolna Braniewo
Graniczna Placówka Kontrolna Braniewo/Gronowo/Braniewo:
1. pododdział Wojsk Ochrony Pogranicza pełniący służbę na przejściu granicznym.
2. graniczna jednostka organizacyjna polskiej straży granicznej pełniący służbę na przejściu granicznym i realizująca zadania w ochronie granicy państwowej.

## Formowanie i zmiany organizacyjne
W październiku 1945 Naczelny Dowódca WP nakazywał sformować na granicy 51 przejściowych punktów kontrolnych.
Przejściowy Punkt Kontrolny nr 15 w Braniewie rozpoczął pracę w marcu 1946. Obsada PPK składała się z 10 żołnierzy i 1 pracownika cywilnego. 25.06.1947 PPK z Braniewa przeniesiono do Gronowa. W tym samym czasie 114 strażnica WOP przeniosła się do Asun.
Jesienią 1965 placówka weszła w podporządkowanie Komendy wojewódzkiej Milicji Obywatelskiej.
W 1976 rozformowało 19 Kętrzyński Oddział WOP, a placówkę przekazano do Kaszubskiej Brygady WOP.
Po rozwiązaniu w 1991 Wojsk Ochrony Pogranicza, utworzona Graniczna placówka Kontrolna w Braniewie weszła w podporządkowanie Warmińsko-Mazurskiego Oddziału Straży Granicznej. Pierwszą siedzibę zajmowała w Braniewie przy ulicy Kościuszki 103 w budynku policji. 1.12.1991 siedziba została przeniesiona do budynku przy ul. Tadeusza Kościuszki 118.
24 sierpnia 2005 funkcjonującą dotychczas Graniczną Placówkę Kontrolną Braniewo przemianowano na placówkę Straży Granicznej w Braniewie.

## Przejścia graniczne
Wchodzącej w skład Warmińsko-Mazurskiego Oddziału Straży Granicznej, granicznej placówce kontrolnej SG w Braniewie podporządkowano przejścia:
- drogowe przejście graniczne Gronowo-Mamonowo
- kolejowe przejście graniczne Braniewo-Mamonowo

Z dniem 26.06.1993 r. do struktury GPK SG w Braniewie włączono
- Morskie przejście graniczne Frombork

17.11.1995 morskie przejście skreślono ze struktury W-MOSG i włączono do nowo powstałej GPK w Elblągu.

## Dowódcy/komendanci placówki
- rtm. Józef Liszko (był 10.1946)[c].
- ppor. Henryk Szemis (był w 1951)
- ppor. Tadeusz Figiel[11]
- kpt. Potocki[11]
- kpt. Bronisław Kwiatkowski[11]
- mjr SG Janusz Izdebski (10.05.1991-31.10.1996)
- kpt. SG Stanisław Kręcisz (25.11.1998-15.04.1999)
- kpt. SG Leszek Jakubowski (1.05.1999-31.07.2001)
- p.o. por. SG Krzysztof Zimoń (1.07.2001 do 30.11.2001)
- kpt. SG Dariusz Stanicki (1.12.2001-1.01.2003)
- mjr SG Krzysztof Strankowski (2.01.2003-30.11.2004)
- p.o. mjr SG Zbigniew Klban (13.09.2004-30.11.2004)
- ppłk SG Dariusz Gełek (1.12.2004 do przemianowania)[12]